# Neapoli (Thessaloniki)
Neapoli (griechisch Νεάπολη, Katharevousa Neapolis (f. sg.)) ist ein Stadtteil Thessalonikis, gehört allerdings politisch zur unabhängigen Gemeinde Neapoli-Sykies in der Region Zentralmakedonien.
Neapoli wurde als unabhängige Landgemeinde (kinotita) 1934 geschaffen und 1946 zur Stadtgemeinde (dimos) erhoben. 2010 wurde diese Gemeinde mit Sykies, Agios Pavlos und Pefka zu Neapoli-Sykies verschmolzen. Die vier ehemaligen Gemeinden bilden die Gemeindebezirke der neuen Gemeinde.
Die Stadtgemeinde verzeichnete in den Jahren 1981 bis 2001 im Gegensatz zu vielen anderen Gemeinden und Ortschaften der Metropolregion Thessaloniki keinen wesentlichen Zuwachs an Einwohnern. 1981 lebten in Neapoli 31.464 Menschen, 1991 30.568 und 2001 31.830 (Angaben ermittelt jeweils durch Volkszählungen). Trotz der relativ konstanten Einwohnerentwicklung gehört Neapoli zu den am dichtesten besiedelten Gemeinden bzw. Städten in Griechenland. Die Stadt ist dementsprechend durch dichte Bebauung gekennzeichnet. Nennenswerte Grünflächen gibt es in Neapoli nicht.
Westlich von Neapoli befindet sich der Bahnhof von Thessaloniki, südlich der Hafen.